# Hongarije op de Olympische Zomerspelen 1912
Hongarije nam deel aan de Olympische Zomerspelen 1912 in Stockholm, Zweden. Hoewel destijds Oostenrijk en Hongarije samen de unie Oostenrijk-Hongarije vormden, maakt het Internationaal Olympisch Comité een onderscheid tussen deze landen.

## Medailleoverzicht
| Sport       | Olympiër | Discipline                          | Medaille |
| ----------- | --- | ----------------------------------- | -------- |
| Schermen    | Jenő Fuchs | sabel (m)                           | Goud     |
| Schermen    | László Berti Dezső Földes Jenő Fuchs Oszkár Gerde Ervin Mészáros Zoltán Schenker Péter Tóth Lajos Werkner | sabel team (m)                      | Goud     |
| Schietsport | Sandor Prokopp | 300m militair geweer 3 posities (m) | Goud     |
| Schermen    | Béla Bekessy | sabel (m)                           | Zilver   |
| Turnen      | József Bittenbinder Imre Erdődy Samu Fóti Imre Gellért Győző Haberfeld Ottó Hellmich István Herczeg József Keresztessy Lajos Kmetykó János Krizmanich Elemér Pászti Árpád Pédery Jenő Rittich Ferenc Szűts Ödön Téry Géza Tuli | meerkamp team (m)                   | Zilver   |
| Atletiek    | Mór Kóczán | speerwerpen (m)                     | Brons    |
| Schermen    | Ervin Meszaros | sabel (m)                           | Brons    |
| Worstelen   | Béla Varga | -82,5kg (m)                         | Brons    |

## Deelnemers en resultaten

### Atletiek
| Olympiër                                                    | Discipline                    | Resultaat    | Prestatie                                                    |
| ----------------------------------------------------------- | ----------------------------- | ------------ | ------------------------------------------------------------ |
| István Jankovich                                            | 100m (m)                      | halve finale | serie 3: 2de halve finale 4: 4de                             |
| Vilmos Rácz                                                 | 100m (m)                      | halve finale | serie 6: 2de halve finale 1: 6de                             |
| Pál Szalay                                                  | 100m (m)                      | halve finale | serie 2: 2de halve finale 3: 4de                             |
| Ervin Szerelemhegyi                                         | 100m (m)                      | series       | serie 16: 4de                                                |
| Ferenc Szobota                                              | 100m (m)                      | halve finale | serie 17: 2de halve finale 4: 6de                            |
| István Déván                                                | 200m (m)                      | halve finale | serie 15: 2de halve finale 6: 4de                            |
| Ervin Szerelemhegyi                                         | 200m (m)                      | series       | serie 14: 4de                                                |
| Frigyes Wiesner                                             | 200m (m)                      | halve finale | serie 9: 2de halve finale 1: 5de                             |
| Ödön Bodor                                                  | 400m (m)                      | series       | serie 12: 6de                                                |
| István Déván                                                | 400m (m)                      | series       | serie 5: 3de                                                 |
| Ervin Szerelemhegyi                                         | 400m (m)                      | halve finale | serie 14: 2de halve finale 4: 3de                            |
| Frigyes Wiesner                                             | 400m (m)                      | halve finale | serie 8: 1ste in 50,8 halve finale 1: 4de                    |
| János Antal                                                 | 800m (m)                      | DNF          | serie 7: niet gefinisht                                      |
| Ödön Bodor                                                  | 800m (m)                      | series       | serie 5: 3de                                                 |
| Ferenc Forgács                                              | 800m (m)                      | series       | serie 6: 5-7de                                               |
| Károly Radóczy                                              | 800m (m)                      | DNF          | serie 9: niet gefinisht                                      |
| Ferenc Forgács                                              | 1500m (m)                     | series       | serie 3: 5de                                                 |
| Teofil Savniki                                              | 1500m (m)                     | series       | serie 2: 4-5de                                               |
| Károly Solymár                                              | 110m horden (m)               | DNF          | serie 1: 2de in 15,8 halve finale 2: niet gefinisht          |
| István Jankovich Vilmos Rácz Pál Szalay Ferenc Szobota      | 4x100m (m)                    | 4e           | serie 6: 1ste in 43,7 halve finale 2: 2de in 42,9            |
| Ödön Bodor István Déván Ervin Szerelemhegyi Frigyes Wiesner | 4x100m (m)                    | 6e           | serie 3: 3de in 3.29,4                                       |
| Ödön Kárpáti                                                | marathon (m)                  | 31e          | 3:25.21,6                                                    |
| Henrik Ripszám                                              | marathon (m)                  | DNF          | niet gefinisht                                               |
| István Drubina                                              | 10km snelwandelen (m)         | DNF          | serie 2: niet gefinisht                                      |
| Henrik Ripszám                                              | 10km snelwandelen (m)         | 15e          | serie 2: 8ste in 55.20,6                                     |
| Nándor Kovács                                               | verspringen (m)               | 26e          | kwalificatie groep B: 10de met 5,96m                         |
| Pál Szalay                                                  | verspringen (m)               | 25e          | kwalificatie groep A: 10de met 5,98m                         |
| Lajos Ludinszky                                             | hoogspringen (m)              | 28e          | kwalificatie groep A: 11de met 1,60m                         |
| Iván Wardener                                               | hoogspringen (m)              | 9e           | kwalificatie groep B: 1ste met 1,83m finale: 9de met 1,80m   |
| András Baronyi                                              | staand verspringen (m)        | 7e           | kwalificatie groep D: 3de met 3,13m finale: 7de met 3,13m    |
| Andor Horvag                                                | staand hoogspringen (m)       | 7e           | kwalificatie groep C: geen geldige poging                    |
| Imre Mudin                                                  | kogelstoten (m)               | 6e           | kwalificatie groep A: 2de met 12,81m                         |
| Samu Fóti                                                   | discuswerpen (m)              | 25e          | kwalificatie groep B: 5de met 36,37m                         |
| Károly Kobulszky                                            | discuswerpen (m)              | 19e          | kwalificatie groep A: 7de met 35,18m                         |
| Mór Kóczán                                                  | discuswerpen (m)              | 33e          | kwalificatie groep C: 6de met 33,30m                         |
| György Luntzer                                              | discuswerpen (m)              | 21e          | kwalificatie groep E: 3de met 37,88m                         |
| Rezsõ Újlaki                                                | discuswerpen (m)              | 9e           | kwalificatie groep D: 3de met 39,81m                         |
| Mór Kóczán                                                  | speerwerpen (m)               | Brons        | kwalificatie groep D: 1ste met 54,99m finale: 3de met 55,50m |
| Károly Kobulszky                                            | discuswerpen beide handen (m) | 18e          | kwalificatie groep A: 8ste met 59,48m                        |
| György Luntzer                                              | discuswerpen beide handen (m) | DNF          | kwalificatie groep C: geen geldige poging                    |
| Rezsõ Újlaki                                                | discuswerpen beide handen (m) | 14e          | kwalificatie groep C: 3de met 66,18m                         |
| Mór Kóczán                                                  | speerwerpen beide handen (m)  | 12e          | kwalificatie groep B: 4de met 86,39m                         |

### Roeien
| Olympiër | Discipline | Resultaat | Prestatie                                            |
| --- | ---------- | --------- | ---------------------------------------------------- |
| Károly Levitzky | skiff (m)  | 5e        | serie 7: 1ste in 8.04,0 kwartfinale 4: 2de in 7.49,1 |
| József Mészáros | skiff (m)  | 6e        | serie 5: 1ste in 8.29,0 kwartfinale 1: 2de in 7.57,9 |
| Artúr Baján Lajos Gráf István Jeney Miltiades Manno Antal Szebeny György Szebeny István Szebeny Miklós Szebeny Kálmán Vaskó | acht (m)   | series    | serie 3: 2de                                         |

### Schermen
| Olympiër                                                                                                  | Discipline     | Resultaat | Prestatie |
| --- | -------------- | --------- | --- |
| Béla Békessy                                                                                              | degen (m)      | 81e       | 1se ronde groep O: 7de met 5 nederlagen |
| Pál Rosty                                                                                                 | degen (m)      | 12e       | 1se ronde groep N: 1ste kwartfinale groep G: 2de met 2 nederlagen halve finale groep B: 4de met 3 nederlagen                                                          |
| Béla Békessy                                                                                              | floret (m)     | 7e        | 1se ronde groep I: 1ste met 1 nederlaag kwartfinale groep D: 1ste met 0 nederlagen halve finale groep B: 2de met 1 nederlaag finale: 7de met 6 nederlagen             |
| László Berti                                                                                              | floret (m)     | 4e        | 1se ronde groep O: 1ste met 1 nederlaag kwartfinale groep H: 1ste met 1 nederlaag halve finale groep D: 1ste met 0 nederlagen finale: 4de met 3 nederlagen            |
| Bertalan Dunay                                                                                            | floret (m)     | 49e       | 1se ronde groep C: 4de met 2 nederlagen |
| Dezső Földes                                                                                              | floret (m)     | DNF       | 1se ronde groep A: 3de met 2 nederlagen kwartfinale groep C: 2de met 1 nederlaag halve finale groep D: niet gefinisht                                                 |
| Pál Pajzs                                                                                                 | floret (m)     | 9e        | 1se ronde groep J: 2de met 1 nederlaag kwartfinale groep F: 3de met 2 nederlagen halve finale groep A: 3de met 2 nederlagen                                           |
| Zoltán Ozoray Schenker                                                                                    | floret (m)     | 9e        | 1se ronde groep D: 2de met 1 nederlaag kwartfinale groep A: 1ste met 0 nederlagen halve finale groep A: 3de met 2 nederlagen                                          |
| Péter Tóth                                                                                                | floret (m)     | 9e        | 1se ronde groep L: 2de met 1 nederlaag kwartfinale groep E: 1ste met 1 nederlaag halve finale groep C: 3de met 2 nederlagen                                           |
| Béla Zulawszky                                                                                            | floret (m)     | 15e       | 1se ronde groep H: 2de met 1 nederlaag kwartfinale groep B: 1ste met 0 nederlagen halve finale groep C: 4de met 3 nederlagen                                          |
| Béla Békessy                                                                                              | sabel (m)      | Zilver    | 1se ronde groep G: 1ste met 3 overwinningen kwartfinale groep D: 1ste met 1 nederlaag halve finale groep A: 1ste met 4 overwinningen finale: 2de met 5 overwinningen  |
| László Berti                                                                                              | sabel (m)      | 9e        | 1se ronde groep P: 1ste met 3 overwinningen kwartfinale groep A: 1ste met 0 nederlagen halve finale groep D: 3de met 3 overwinningen                                  |
| Bertalan Dunay                                                                                            | sabel (m)      | 14e       | 1se ronde groep K: 1ste kwartfinale groep A: 2de met 1 nederlaag halve finale groep A: 4de met 1 overwinning                                                          |
| Dezső Földes                                                                                              | sabel (m)      | 8e        | 1se ronde groep O: 1ste kwartfinale groep D: 1ste met 1 nederlaag halve finale groep C: 2de met 4 overwinningen finale: 8ste met 1 overwinning                        |
| Jenő Fuchs                                                                                                | sabel (m)      | Goud      | 1se ronde groep J: 1ste kwartfinale groep F: 1ste met 0 nederlagen halve finale groep B: 2de met 1 overwinning finale: 1ste met 6 overwinningen                       |
| Oszkár Gerde                                                                                              | sabel (m)      | DNF       | 1se ronde groep N: 1ste met 3 overwinningen kwartfinale groep B: 2de met 1 nederlaag halve finale groep B: niet gestart                                               |
| Ervin Mészáros                                                                                            | sabel (m)      | Brons     | 1se ronde groep I: 1ste kwartfinale groep C: 1ste met 0 nederlagen halve finale groep C: 1ste met 5 overwinningen finale: 3de met 5 overwinningen                     |
| Pál Pajzs                                                                                                 | sabel (m)      | 9e        | 1se ronde groep M: 2de met 1 overwinning kwartfinale groep G: 1ste met 1 nederlaag halve finale groep C: 3de met 3 overwinningen                                      |
| Zoltán Ozoray Schenker                                                                                    | sabel (m)      | 4e        | 1se ronde groep L: 1ste met 3 overwinningen kwartfinale groep E: 1ste met 1 nederlaag halve finale groep D: 2de met 4 overwinningen finale: 4de met 4 overwinningen   |
| Péter Tóth                                                                                                | sabel (m)      | 6e        | 1se ronde groep H: 1ste met 3 overwinningen kwartfinale groep H: 1ste met 0 nederlagen halve finale groep B: 1ste met 2 overwinningen finale: 6de met 2 overwinningen |
| Lajos Werkner                                                                                             | sabel (m)      | 7e        | 1se ronde groep A: 2de met 2 overwinningen kwartfinale groep B: 1ste met 0 nederlagen halve finale groep D: 1ste met 5 overwinningen finale: 7de met 1 overwinning    |
| Béla Zulawszky                                                                                            | sabel (m)      | 11e       | 1se ronde groep B: 1ste met 3 overwinningen kwartfinale groep G: 3de met 2 nederlagen halve finale groep A: 3de met 2 overwinningen                                   |
| László Berti Dezső Földes Jenő Fuchs Oszkár Gerde Ervin Mészáros Zoltán Schenker Péter Tóth Lajos Werkner | sabel team (m) | Goud      | 1se ronde groep A: 1ste halve finale groep B: 1ste met 3 overwinningen finale: 1ste met 3 overwinningen                                                               |

### Schietsport
| Olympiër                                                                         | Discipline                 | Resultaat | Prestatie      |
| -------------------------------------------------------------------------------- | -------------------------- | --------- | -------------- |
| László Hauler                                                                    | 50m geweer liggend (m)     | 29e       | 178 punten     |
| Sándor Török                                                                     | 50m geweer liggend (m)     | 31e       | 174 punten     |
| Emil Bömches István Prihoda Rezső Velez László Hauler Géza Mészöly Aladár Farkas | militair geweer (m)        | 10e       | 1333 punten    |
| Emil Bömches                                                                     | 300m geweer 3 posities (m) | 50e       | 828 punten     |
| László Hauler                                                                    | 300m geweer 3 posities (m) | 74e       | 677 punten     |
| Zoltán Jelenffy                                                                  | 300m geweer 3 posities (m) | 69e       | 718 punten     |
| Géza Mészöly                                                                     | 300m geweer 3 posities (m) | DNF       | niet gefinisht |
| István Prihoda                                                                   | 300m geweer 3 posities (m) | DNF       | niet gefinisht |
| Rezső Velez                                                                      | 300m geweer 3 posities (m) | 72e       | 712 punten     |
| Aladár von Farkas                                                                | 300m geweer 3 posities (m) | 75e       | 653 punten     |
| Emil Bömches                                                                     | 600m geweer (m)            | 80e       | 51 punten      |
| Aladár Farkas                                                                    | 600m geweer (m)            | 76e       | 56 punten      |
| László Hauler                                                                    | 600m geweer (m)            | 83e       | 35 punten      |
| Zoltán Jelenffy                                                                  | 600m geweer (m)            | 78e       | 54 punten      |
| Géza Mészöly                                                                     | 600m geweer (m)            | 79e       | 54 punten      |
| Rezső Velez                                                                      | 600m geweer (m)            | 73e       | 60 punten      |
| Emil Bömches                                                                     | 300m geweer 3 posities (m) | 66e       | 69 punten      |
| László Hauler                                                                    | 300m geweer 3 posities (m) | 27e       | 84 punten      |
| Zoltán Jelenffy                                                                  | 300m geweer 3 posities (m) | 87e       | 48 punten      |
| Géza Mészöly                                                                     | 300m geweer 3 posities (m) | 29e       | 83 punten      |
| István Prihoda                                                                   | 300m geweer 3 posities (m) | 85e       | 49 punten      |
| Rezső Velez                                                                      | 300m geweer 3 posities (m) | 7e        | 92 punten      |
| Béla von Darányi                                                                 | 300m geweer 3 posities (m) | 91e       | 12 punten      |
| Aladár von Farkas                                                                | 300m geweer 3 posities (m) | 24e       | 85 punten      |
| Sándor Török                                                                     | 25m geweer (m)             | 33e       | 146 punten     |
| Zoltán Jelenffy                                                                  | 50m vrij pistool (m)       | 52e       | 348 punten     |
| Sándor Török                                                                     | 50m vrij pistool (m)       | 27e       | 424 punten     |
| Sándor Török                                                                     | 30m duelpistool (m)        | 9e        | 275 punten     |

### Tennis
| Olympiër                     | Discipline     | Resultaat | Prestatie |
| ---------------------------- | -------------- | --------- | --- |
| Leó Baráth                   | enkelspel (m)  | 31e       | 1ste ronde: vrij 2de ronde: V van HUN Kelemen: 1-6, 3-6, 4-6                                                                    |
| Béla Kehrling                | enkelspel (m)  | 9e        | 1ste ronde: vrij 2de ronde: vrij 3de ronde: W van DEN Hansen: 6-2, 6-1, 6-8, 6-4 4de ronde: V van GER von Müller: 2-6, 1-6, 1-6 |
| Aurél Kelemen                | enkelspel (m)  | 17e       | 1ste ronde: vrij 2de ronde: W van HUN Baráth: 6-1, 6-3, 6-4 3de ronde: V van GER Heyden: 3-6, 6-4, 5-7, 5-7                     |
| Jenő Zsigmondy               | enkelspel (m)  | 17e       | 1ste ronde: vrij 2de ronde: vrij 3de ronde: V van GER von Müller: 1-6, 2-6, 0-6                                                 |
| Leó Baráth Aurél Kelemen     | dubbelspel (m) | 15e       | 1ste ronde: V van GER Schomburgk/von Müller: 0-6, 0-6, 2-6                                                                      |
| Béla Kehrling Jenő Zsigmondy | dubbelspel (m) | 9e        | 1ste ronde: W van BOH Zeman/Robětín: 3-6, 6-1, 6-4, 6-4 2de ronde: V van GBR Kitson/Winslow: 3-6, 3-6, 9-7, 2-6                 |

### Turnen
| Olympiër | Discipline               | Resultaat | Prestatie     |
| --- | ------------------------ | --------- | ------------- |
| Imre Gellért | individuele meerkamp (m) | 17e       | 117,00 punten |
| János Krizmanich | individuele meerkamp (m) | 19e       | 115,00 punten |
| Elemér Pászti | individuele meerkamp (m) | 13e       | 119,00 punten |
| József Szalai | individuele meerkamp (m) | 15e       | 117,25 punten |
| József Bittenbinder Imre Erdődy Samu Fóti Imre Gellért Győző Haberfeld Ottó Hellmich István Herczeg József Keresztessy Lajos Kmetykó János Krizmanich Elemér Pászti Árpád Pédery Jenő Rittich Ferenc Szűts Ödön Téry Géza Tuli | meerkamp team (m)        | Zilver    | 45,45 punten  |

### Voetbal
| Olympiër | Discipline | Resultaat | Prestatie |
| --- | ---------- | --------- | --- |
| Gáspár Borbás Imre Schlosser Mihály Pataki Sándor Bodnár Béla Sebestyén Antal Vágó Jenő Károly Gyula Bíró Imre Payer Gyula Rumbold László Domonkos Kálmán Szury Zoltán Blum Miklós Fekete | mannen     | 5e        | 1ste ronde: vrij kwartfinale: V van Groot-Brittannië: 0-7 5-8ste plek: W van Duitsland: 3-1 5-6de plek: W van Oostenrijk: 3-0 |

### Waterpolo
| Olympiër                                                                                 | Discipline | Resultaat | Prestatie                                                                  |
| ---------------------------------------------------------------------------------------- | ---------- | --------- | -------------------------------------------------------------------------- |
| Sándor Ádám László Beleznai Tibor Fazekas Jenő Hégner Károly Rémi János Wenk Imre Zachár | mannen     | 5e        | 1ste ronde: V van Oostenrijk: 4-5 zilveren eerste ronde: V van België: 5-6 |

### Wielersport
| Olympiër                                                    | Discipline         | Resultaat | Prestatie  |
| Baan                                                        | Baan               | Baan      | Baan       |
| ----------------------------------------------------------- | ------------------ | --------- | ---------- |
| János Henzsel                                               | tijdrit (m)        | 75e       | 12:42.16,3 |
| Gyula Mazur                                                 | tijdrit (m)        | 77e       | 12:50.55,8 |
| István Müller                                               | tijdrit (m)        | 73e       | 12:39.28,0 |
| Ignác Teiszenberger                                         | tijdrit (m)        | 84e       | 13:38.35,8 |
| Károly Teppert                                              | tijdrit (m)        | DNF       | 12:42.16,3 |
| János Henzsel Gyula Mazur István Müller Ignác Teiszenberger | ploegentijdrit (m) | 12e       | 51:51.15,9 |

### Worstelen
| Olympiër        | Discipline     | Resultaat      | Prestatie |
| Grieks-Romeins  | Grieks-Romeins | Grieks-Romeins | Grieks-Romeins |
| --------------- | -------------- | -------------- | --- |
| József Pongrácz | -60kg (m)      | 12e            | 1ste ronde: W van USA Lyshon 2de ronde: W van GER Andersen 3de ronde: V van FIN Kangas 4de ronde: V van SWE Johansson                                                                                         |
| András Szoszky  | -60kg (m)      | 26e            | 1ste ronde: V van GER Gerstäcker 2de ronde: V van FIN Haapanen |
| Ernő Márkus     | -67,5kg (m)    | 23e            | 1ste ronde: W van GBR Gould 2de ronde: V van DEN Hansen 3de ronde: V van SWE Malmström |
| Dezső Orosz     | -67,5kg (m)    | 17e            | 1ste ronde: W van SWE Rydström 2de ronde: W van FRA Lesieur 3de ronde: V van FIN Urvikko 4de ronde: V van SWE Mattiasson                                                                                      |
| Ödön Radvány    | -67,5kg (m)    | 4e             | 1ste ronde: W van RUS Kippasto 2de ronde: W van SWE Flygare 3de ronde: V van FIN Kangas 4de ronde: W van FIN Laitinen 5de ronde: W van DEN Hansen 6de ronde: W van SWE Nilsson 7de ronde: V van SWE Lund      |
| József Sándor   | -67,5kg (m)    | 23e            | 1ste ronde: W van SWE Johnson 2de ronde: V van SWE Nilsson 3de ronde: V van GER Sauerhöfer |
| Árpád Szántó    | -67,5kg (m)    | 47e            | 1ste ronde: V van DEN Hansen |
| Árpád Miskey    | -75kg (m)      | 11e            | 1ste ronde: W van SWE Bergqvist 2de ronde: W van SWE Ohlsson 3de ronde: V van RUS Klein 4de ronde: V van FIN Åberg                                                                                            |
| Rezső Somogyi   | -75kg (m)      | 26e            | 1ste ronde: V van RUS Klein 2de ronde: V van SWE Johansson |
| Árpád Miskey    | -82,5kg (m)    | Brons          | 1ste ronde: W van SWE Ekman 2de ronde: V van FIN Wiklund 3de ronde: W van FIN Lindberg 4de ronde: W van SWE Andersson 5de ronde: W van ISL Pétursson 6de ronde: V van SWE Rajala 7de ronde: V van FIN Böhling |

### Zwemmen
| Olympiër                                                   | Discipline            | Resultaat | Prestatie                                                                       |
| ---------------------------------------------------------- | --------------------- | --------- | ------------------------------------------------------------------------------- |
| László Beleznai                                            | 100m vrije slag (m)   | DNF       | serie 1: 1ste in 1.08,0 kwartfinale 1: niet gestart                             |
| Alajos Kenyery                                             | 100m vrije slag (m)   | series    | serie 3: 4-6de                                                                  |
| László Szentgróthy                                         | 100m vrije slag (m)   | series    | serie 8: 3de                                                                    |
| Alajos Kenyery                                             | 400m vrije slag (m)   | DNF       | serie 3: 2de in 5.46,0 halve finale 2: niet gestart                             |
| Béla Las-Torres                                            | 400m vrije slag (m)   | 5e        | serie 4: 1ste in 5.36,2 halve finale 2: 2de in 5.34,8 finale: 5de in 5.42,0     |
| Béla Las-Torres                                            | 1500m vrije slag (m)  | DNF       | serie 2: 1ste in 22.58,0 halve finale 2: 1ste in 23.09,8 finale: niet gefinisht |
| András Baronyi                                             | 100m rugslag (m)      | DNF       | serie 3: 1ste in 1.22,0 halve finale 1: 3de in 1.26,2 finale: 4de in 1.25,2     |
| László Szentgróthy                                         | 100m rugslag (m)      | 6e        | serie 5: 1ste in 1.26,6 halve finale 1: 4de in 1.26,4                           |
| János Wenk                                                 | 100m rugslag (m)      | DSQ       | serie 2: gediskwalificeerd                                                      |
| Oszkár Demján                                              | 200m schoolslag (m)   | 7e        | serie 6: 1ste in 3.07,8 halve finale 2: 4de in 3.11,2                           |
| Oszkár Demján                                              | 400m schoolslag (m)   | DSQ       | serie 1: gediskwalificeerd                                                      |
| László Beleznai Alajos Kenyery Béla Las-Torres Imre Zachár | 4x200m vrije slag (m) | DNF       | serie 1: 2de in 10.34,6 finale: niet gestart                                    |

Australazië · België · Bohemen · Canada · Chili · Denemarken · Duitsland · Egypte · Finland · Frankrijk · Griekenland · Groot-Brittannië · Hongarije · IJsland · Italië · Japan · Luxemburg · Nederland · Noorwegen · Oostenrijk · Portugal · Rusland · Servië · Turkije · Verenigde Staten · Zuid-Afrika · Zweden · Zwitserland